# Herb gminy Bytnica
Herb gminy Bytnica – jeden z symboli gminy Bytnica.

## Wygląd i symbolika
Herb przedstawia na tarczy w polu trójdzielnym w żółtym polu lewym brunatnego jelenia, w polu prawym na białym tle zieloną sosnę z żółtymi szyszkami, natomiast w polu dolnym żółtą podkowę i literę „B” (nawiązującą do nazwy gminy) na tle zielonym.